# SHORT CIRCUIT II
《SHORT CIRCUIT II》是於2007年6月22日由日本Visual Art's發售的概念專輯，宣傳口號是「電波（Digit）革命音戰士 第II章！！！」，SHORT CIRCUIT的續作。收錄14曲，其中3曲是新作。菊池政治負責人物設計、封面設計、插畫。

## 概要、歷史
- 發售途徑並非「CD流通市場」，而是「PC流通市場」。基本上只在電腦商店發售。但在部份普通CD商店也可購買。
- 2007年5月11日。開始可於全日本電腦商店預約。
- 2007年6月11日。可於I've的官方網頁（页面存档备份，存于）試聽部份收錄曲：、「Princess Bride!」、「Double HarmoniZe Shock!」。
- 2007年6月22日。「SHORT CIRCUIT II」發售。
- 2007年7月2日登上Oricon專輯每週排行的初登場25位。
- 2007年7月14日至7月16日。於大阪、名古屋、東京舉行「SHORT CIRCUIT II 發售記念感謝＆握手會」。
- 2007年7月21日。舉行限定演唱會「SHORT CIRCUIT II Premium Show IN TOKYO」。
- 2008年7月19日。在台灣板橋台灣藝術大學舉辦限定演唱會「SHORT CIRCUIT II Premium Show IN TAIWAN」。

## 曲目

### CD TRACK
1. ／KOTOKO
  - 作詞：KOTOKO／作曲：中沢伴行／編曲：中沢伴行
  - 收錄作品：Candy Soft
2. ／KOTOKO
  - 作詞：KOTOKO／作曲：井内舞子／編曲：井内舞子・Rich
  - 收錄作品：Gash
3. Princess Bride!／KOTOKO
  - 作詞：／作曲：KOTOKO／編曲：SORMA
  - 收錄作品：130cm《Princess Bride》
4. ／
  - 作詞：KOTOKO／作曲：C.G mix／編曲：C.G mix
  - 收錄作品：BLUE GALE
5. ／KOTOKO
  - 作詞：魁／作曲：F-ACE／編曲：C.G mix
  - 收錄作品：Bonbee!《Ribbon2》
6. ／KOTOKO
  - 作詞：KOTOKO／作曲：KOTOKO／編曲：羽越實有
  - 收錄作品：Candy Soft
7. ／KOTOKO
  - 作詞：KOTOKO／作曲：高瀨一矢／編曲：高瀨一矢
  - 收錄作品：IMAGE CRAFT《淫妹BABY》
8. ／KOTOKO & 
  - 作詞：KOTOKO／作曲：中澤伴行／編曲：中澤伴行
  - 收錄作品：Dress
9. ／KOTOKO
  - 作詞：KOTOKO／作曲：C.G mix／編曲：C.G mix
  - 收錄作品：戲畫
10. ／
  - 作詞：KOTOKO、／作曲：C.G mix／編曲：C.G mix
  - 收錄作品：bootUP!
11. Princess Brave!／KOTOKO
  - 作詞：／作曲：中澤伴行／編曲：TOMOYUKI×TAKESHI
  - 收錄作品：130cm
12. I'm home／
  - 作詞：KOTOKO／作曲：高瀨一矢／編曲：高瀨一矢
  - 新曲
13. めぃぷるシロップ／：KOTOKO
  - 作詞：KOTOKO／作曲：C.G mix／編曲：C.G mix
  - 新曲
14. Double HarmoniZe Shock!!／KOTOKO to[2] 
  - 作詞：KOTOKO／作曲：高瀨一矢／編曲：高瀨一矢
  - 新曲

### DVD TRACK
1. ／KOTOKO to 
  - 作詞：KOTOKO／作曲：井内舞子／編曲：井内舞子、Rich

## 外部連結
- I've official site「LOW TRANCE ASSEMBLY」（页面存档备份，存于）
- SHORT CIRCUIT II介紹